# Натанијел Хоторн
Натанијел Хоторн (енгл. Nathaniel Hawthorne; Сејлем, 4. јул 1804 — Плимут, 19. мај 1864) био је амерички романописац и писац кратких прича. Његова дела се често фокусирају на историју, морал и религију.
Рођен је 1804. године у Салему у Масачусетсу, од оца Натанијела Хоторна и мајке Елизабет Кларк Менинг. Један од његових предака је Јохан Хоторн, једини судија који је био укључен у суђења вештицама Салема, које се никада нису покајале због својих поступака. Студирао је на Боудин Колеџу од 1821. до 1825. године. Прво дело објавио је 1828. године, роман Фансхајв, али касније је сматрао да то дело није на довољно високом нивоу. Објавио је неколико кратких прича у часописима, које је сакупио и 1837. објавио под називом Двапут испричане приче. Године 1842. оженио се Софијом Пибоди. Скерлетно слово објављено је 1850, након чега је уследио низ других романа. Политичко именовање конзула одвело је Хоторна и његову породицу у Европу пре њиховог повратка у Конкорд 1860. године. Натанијел Хоторн умро је 19. маја 1864. године, а надживеле су га супруга и њихово троје деце.

## Биографија

### Детињство и младост
Натанијел Хоторн рођен је 4. јула 1804. године у Салему у Масачусетсу. Његово родно место је сачувано и отворено је за јавност. Прапрадеда Натанијела Хоторна, Вилијам Хоторн, први је из породице емигрирао из Енглеске, настанивши се у Дорчестеру, Масачусетс, пре него што се преселио у Салем. Тамо је постао важан члан колоније Масачусетског залива и заузимао је многе политичке положаје, укључујући положај судије. Био је на лошем гласу због своје оштрине у пресудама. Вилијамов син и ауторов прадеда, Џон Хоторн, био је један од судија који је надгледао суђења вештицама из Салема. Хоторн је вероватно додао "В" свом презимену у раним двадесетим годинама, убрзо након што је завршио факултет, у настојању да се одвоји од својих злогласних предака. Отац Натанијела Хоторна био је морнарички капетан. Умро је 1808. године од жуте грознице у Суринаму. Након његове смрти, његова удовица преселила се с младим Натанијелом и две кћери код родбине у Салем, где су живели 10 година. Млади Хоторн је ударен у ногу за време спортске игре лоптом 10. новембра 1813. године и годину дана је био везан за постељу, мада неколико лекара није могло да пронађе у чему је проблем.
У лето 1816. године породица је живела као подстанар на једној фарми, док се није преселила у кућу коју су изградили Хоторнови ујаци, Ричард и Роберт Менинг, у Рејмонду, Мејн, у близини језера Себаго. Годинама после, Хоторн се осврнуо на своје време у Мејну са нежношћу: "То су били сјајни дани, јер је тај део земље тада био дивљи, са само разасутим чистинама, а девет десетина од тога биле су прашуме." Натанијел Хоторн се 1819. вратио у Салем на школовање и убрзо после тога се пожалио на носталгију и раздвојеност од мајке и сестара.
Ујак Роберт Менинг инсистирао је да Натанијел упише колеџ, без обзира на његове протесте. Уз финансијску подршку свог ујака, Хоторн је 1821. године послан на Боудин Колеџ, делимично због породичних веза, а делимично и због релативно јефтине школарине. Хоторн је срео будућег председника Френклина Пирса на путу за Боудин, на станици у Портланду, и њих двојица су врло брзо постали пријатељи. На колеџу је упознао и будућег песника Хенрија Водсворта Лонгфелоуа, будућег конгресмена Џонатана Килија и будућег поморског реформатора Хорација Бриџа. Дипломирао је 1825. године, а касније је своје искуство на факултету описао Ричарду Хенрију Стодарду следећим речима:
Школовао сам се на Боудин Колеџу. Био сам нерадан студент, непажљив према правилима Факултета и прокрустовским детаљима академског живота, радије сам бирао да негујем своје сопствене намере него да копам по грчким коренима и будем убрајан у образоване Тебанце.

## Рана каријера
Године 1836. Хоторн је био уредник америчког магазина Корисно и забавно знање. Понуђено му је да се запосли у Кући царине у Бостону са платом од 1500 долара годишње, што је он и прихватио 17. јануара 1839. За време боравка тамо, изнајмио је собу од Георга Стилмана Хиларда. Осврћући се на овај период свог живота, написао је: "Нисам живео, већ само сањао о животу." Писао је кратке приче које су овјављиване у разним магазинима и годишњацима, укључујући и Млади Гудман Браун и Министров црни вео, мада ниједна није скренула неку велику пажњу јавности на њега. Издавачка кућа Хорацио Мост понудила је да у пролеће 1837. године покрије трошак издавања збирке прича Двапут испричане приче, који је Хоторна учинио локално познатим.

## Брак и породица
Док је још био на Колеџу, Хоторн се кладио у боцу вина Мадеира са својим пријатељем Џонатаном Киплијем да ће се Кипли оженити пре Хоторна. До 1836. године он је ту опкладу и добио, али није остао нежења доживотно. После неколико удварања двема дамама, Хоторн је почео да прогони сестру једне од њих, Софију Пибоди. Због ње се придружио трансцендентално-утопијској заједници 1841. године, која му је помогла да уштеди новац за венчање за Софијом. Платио је депозит од 1.000 долара и задужен је за лопату стајског ђубрива. Касније те године је напустио заједницу, иако му је та авантура била инспирација за роман Романса у Блитдејлу. Хоторн се оженио Софијом Пибоди 9. јула 1842. године на церемонији у Салону Пибоди у Улици Вест у Бостону. Пар се преселио у Олд Менс у Конкорду, Масачусетс, где су живели три године. Његов комшија Ралф Валдо Емерсон позвао га је у свој друштвени круг, али Хоторн је био готово патолошки стидљив и ћутио је на скуповима. У Олд Менсу је Хоторн написао већину пприповедака сакупљених у зборку Маховина из Олд Менса.
Попут Хоторна, Софија је била повучена особа. Као млада имала је честе мигрене и неколико пута се подвргла експерименталним медицинским третманима. Углавном је водила миран живот све док је сестра није упознала са Хоторном, након чега јој се чинило да се мигрена повукла. Хоторнови су уживали у дугом и срећном браку. Називао ју је својом "голубицом" и написао је да је она "у најстрожем смислу моја сродна душа; и не треба ми нико други - нема слободног места ни у мом уму ни у мом срцу... Хвала богу да сам и ја довољан њеном широком срцу!" Софија се силно дивила раду свог супруга. У једном од својих часописа написала је:
Увек сам тако заслепљена и збуњена богатством, дубином... драгуљима лепоте у његовим делима чијем другом читању се увек радујем јер тада могу размишљати и размишљати и у потпуности се упустити у чудесно богатство мисли.
Песник Вилијам Елери Ченинг дошао је у Олд Менс да би помогао приликом прве годишњице брака Хоторнових. Локална тинејџерка по имену Марта Хант, утопила се у реци и Хоторнов чамац Језерце Лили био је потребан да се пронађе њено тело. Хоторн је помогао да се леш пронађе, што је описао као "спектакл тако савршеног хорора... Била је сама слика агоније смрти". Касније га је овај инцидент инспирисао да напише један део романа Романса у Блитдејлу.
Хоторнови су имали троје деце. Прва им је била ћерка Уна, рођена 3. марта 1844. Име је добила по Краљици земље из маште, на незадовољство чланова породице. Октобра 1845. Хоторнови су се преселили у Салем. Наредне године рођен им је син Јулиан. Хоторн је написао својој сестри Луиси 22. јуна 1846. године: "Мали троглодит се јутрос појавио овде у десет минута до шест, и за себе тврди да је твој нећак.“ Кћерка Роуз рођена је у мају 1851. године, а Хоторн ју је назвао "јесењим цветом".

### Средње године
У априлу 1846. године Хоторн је званично постављен за геометра округа Салем и Беверли и инспектора царине за луку Салем са годишњом платом од 1200 долара. Током овог периода имао је потешкоће с писањем. Ово запослење је добио на основу страначке припадности. Хоторн је био демократа и изгубио је овај посао због промене администрације у Вашингтону након председничких избора 1848. Написао је протестно писмо Бостон Дејли Адвертајзеру, које су напале присталице партије Виг и подржале демократе, због чега је Хоторново отпуштање било догађај о коме се највише говорило у Новој Енглеској. Био је дубоко погођен смрћу своје мајке крајем јула, називајући га "најмрачнијим часом који сам икад доживео". Постављен је за секретара Салемовог Лицеума 1848. Гости који су дошли да говоре тим поводом били су Емерсон, Тороу, Луис Агасиз и Теодор Паркер.
Хоторн се вратио писању и објавио "Скерлетно слово" средином марта 1850. године, укључујући предговор који се односи на његову трогодишњу службу у Кући царине и упућује на неке алузије на локалне политичаре - који нису поштовали поступање према њима. Била је то једна од првих масовно произведених књига у Америци, која је продата у 2.500 примерака у року од десет дана и зарадила Хоторну 1.500 долара током 14 година..Тиме је почео његов најплодоноснији период.
Хоторн и његова породица су се крајем марта 1850. преселили у малу црвену сеоску кућу близу Ленокса у Масачусетсу. С Херманом Мелвилом спријатељио се 5. августа 1850. године, када су се аутори срели на пикнику који је приредио заједнички пријатељ. Мелвил је управо прочитао Хоторнову збирку кратких прича Маховина из Олд Менса. Мелвил је написао да су те приче откриле мрачну страну Хоторна, "обавијену црнином, десет пута црњу". Тада је састављао свој роман Моби Дик, и дело је 1851. посветио Хоторну: "У знак мог дивљења његовом генију, ова књига је посвећена Натанијелу Хоторну."
Време које је Хоторн провео на Беркширским брдима било је врло продуктивно. Док је био тамо, написао је Кућу са седам забата (1851), за коју је песник и критичар Џејмс Расел Ловел рекао да је боља од Скерлетног слова и назвао ју је "највреднијим доприносом историји Нове Енглеске". Написао је и Романсу у Блитдејлу (1852), његово једино дело написано у првом лицу. Такође је објавио Чудесну књигу за девојчице и дечаке 1851. године, збирку кратких прича (препричаних митова) коју је размишљао да напише још од 1846. Породица је уживала у пејзажу Беркширских брда, иако Хоторн није уживао у зимама у својој малој кући. Отишли су 21. новембра 1851. Хоторн је приметио: "Мука ми је од Беркширских брда... Осећао сам се уморно и исцрпљено током скоро читавог боравка."

### Вејсајди Европа
Маја 1852. Хоторнови су се вратили у Конкорд где су живели до јула 1853. У фебруару су купили кућу и назвали је Вејсајд. Њихови суседи у Конкорду су били Емерсон и Хенри Дејвид Тороу. Те године Хоторн је написао Живот Френклина Пирса, биографију свог пријатеља из кампање која га је приказала као "човека мирних потрага". У биографији Хоторн приказује Пирса као државника и војника који није постигао велике подвиге због своје потребе да прави "мало буке" и тако се "повукао у позадину". Такође је изоставио Пирсову навику да пије, упркос гласинама о алкохолизму, и нагласио је Пирсово уверење да се ропство не може "поправити људским потешкоћама", већ ће с временом „нестати као сан“. Избором Пирса за председника, Хоторн је награђен 1853. године положајем конзула Сједињених Држава у Ливерпулу убрзо након објављивања Прича из Тенглвуда. Тај положај се у то време сматрао најуноснијом страном службом, а Софија Хоторн описала га је као "другу по достојанству у Амбасади у Лондону". Његово службовање завршило се 1857. године са истицањем Пирсовог мандата, а породица Хоторн обишла је Француску и Италију. За време боравка у Италији, претходно глатко обријано Хоторн пистио је дугачке бркове.
Породица се вратила у Вејсајд 1860. године и те године је објављено Мраморни фаун, његове прва нова књига у седам година. Хоторн је признао да је знатно остарио, називајући себе "пропалим због времена и проблема".

### Касније године и смрт
На почетку Америчког грађанског рата, Хоторн је отпутовао у Вашингтон где је упознао Абрахама Линколна и друге угледне личности. О својим искуствима писао је у есеју Углавном о ратним стварима 1862. године.
Погоршање здравља спречило га је да заврши још неколико романа. Хоторн је патио од болова у стомаку и инсистирао је на томе да отпутује негде са својим пријатељем Пирсом ради опоравка. Један од суседа је био забринут да је Хоторн исувише у лошем стању за такав пут. Док је обилазио Беле планина, умро је у сну 19. маја 1864. године у Плимуту у Њу Хемпширу. Пирсе је послао телеграм Елизабет Пибоди, сестри Хоторнове супруге, са молбом да обавести Софију Хоторн. Госпођа Хоторн је била превише потрешена вестима да би могла сама да организује сахрану. Хоторнов син Јулиан био је бруцош на Харварду, а за очеву смрт сазнао је сутрадан Лонгфелоу је написао песму у Хоторнову част објављену 1866. под називом "Звона у Лину". Хоторн је сахрањен на гробљу у Конкорду у Масачусетсу, данас попознатом под називом "Гребен писаца". Ковчег на сахрани су носили Лонгфелоу, Емерсон, Алкот, Оливер Вендел Холмс, Џејмс Томас Филдс и Едвин Пирси Випл. Емерсон је о сахрани написао: "Мислио сам да у овом догађају постоји трагични елемент који би се могао описати - болна самоћа, коју човек, претпостављам, више није могао да издржи, одвела га је у смрт."
Његова супруга Софија и кћерка Уна првобитно су сахрањене у Енглеској. Међутим, у јуну 2006. године враћене су у парцеле поред Хоторна.

## Рад
Хоторн је био у посебно блиским односима са својим издавачима Вилијамом Тикнором и Џејмсом Томасом Филдсом. Хоторн је једном приликом рекао Филдсу: "Више ми је стало до вашег доброг мишљења него до мишљења многих критичара." У ствари, Филдс је наговорио Хоторна да Скерлетно слово напише као роман а не као кратку причу. Тикнор се бавио многим Хоторновим личним стварима, укључујући куповину цигара, надзор финансијских рачуна, па чак и куповину одеће. Хоторн је био поред свог издавача и када је овај умро у Филаделфији 1864.

### Књижевни стил и теме
Хоторнова дела припадају романтизму или, тачније, мрачном романтизму, то су приче упозорења које сугеришу да су кривица, грех и зло најбитније природне особине човечанства. Многа његова дела инспирисана су пуританском Новом Енглеском, која комбинује историјску романсу која је набијена симболизмом и дубоким психолошким темама, а граничи се са надреализмом. Његови прикази прошлости представљају верзију историјске фикције која се користи само као средство за изражавање заједничких тема греха, кривице и одмазде предака. Његови каснији списи такође одражавају његов негативан поглед на покрет Трансцендентализма.
Хоторн је у својој раној каријери претежно писао кратке приче. Након објављивања Двапут испричане приче, међутим, приметио је: "Не мислим много на њих", и није очекивао реакцију јавности. Његова четири главна романа написана су између 1850. и 1860. године: Скерлетно слово (1850), Кућа са седам забата (1851), Романса у Блитдејлу (1852) и Мраморни фаун (1860.) Други роман, Фансхајв, објављен је анонимно 1828. Хоторн је "романсу" дефинисао као радикално различиту од романа јер се она не бави могућим или вероватним током уобичајеног искуства. У предговору Кућа са седам забата Хоторн описује своје романтично писање користећи "атмосферски медијум који доноси или ублажава светла и продубљује и обогаћује сенке слике". Слика, коју је Данијел Хофман установио, била је једна од "примитивних енергија плодности и стварања".
Критичари су применили феминистичку перспективу и историјски приступ Хоторновим описима жена. Феминистичке научнике посебно занима Хестер Прајн, главног лика романа Скерлетно слово. Камил Паглиа је видела Хестер као мистичну, "лутајућу богињу која још увек носи ознаку свог азијског порекла... крећући се спокојно у магичном кругу своје сексуалне природе". Лорен Берлант назвала је Хестер "грађанином као женом [персонификацијом] љубави као телесним квалитетом који садржи најчистије светло природе", њена резултирајућа "издајничка политичка теорија" "женска симболичка" литерализација узалудних пуританских метафора. Историчари сматрају да је Хестер протофеминиста и приказ самосталности и одговорности који је довео до женског бирачког права и репродуктивне еманципације. Хоторн је много дубље окарактерисао женске ликове својих дела од мушких. Ово запажање подједнако може да се примени и на његове кратке приче, у којима су женски ликови носиоци радње.

## Дела

#### Новеле
- Фансхајв (објављено анонимно, 1828)
- Скерлетно слово (1850)
- Кућа са седам забата (1851)
- Романса у Блитдејлу (1852)
- Мраморни фаун: Или романса Монте Бенија (1860.)
- Романса у Доливеру (1863) (недовршен)
- Септимус Фелтон; или, Еликсир живота (недовршен, објављен у Атлантском месечнику, 1872)
- Тајна доктора Гримсхејва: Романтика (недовршена, са предговором и белешкама Јулијана Хоторна, 1882)

#### Збирке кратких прича
- Двапут испричане приче (1837)
- Деда столица (1840)
- Маховина из Олд Менса (1846)
- Чудесна књига за девојчице и дечаке (1851)
- Снежни имиџ и друге приче са два пута (1852)
- Приче из Тенглвуда (1853)
- Романса у Доливеру и друга дела (1876)
- Велико камено лице и друге приче са Белих планина (1889)

#### Одабране кратке приче
- Шупљина три брда (1830)
- Покоп Роџера Мелвина (1832)
- Мој сродник, мајор Молинеук (1832.)
- Министров црни вео (1832)
- Млади Гудман Браун (1835.)
- Сиви шампион (1835)
- Бела стара слушкиња (1835)
- Вејкфилд (1835)
- Амбициозни гост (1835)
- Човек из Адаманта (1837)
- Мај-пол из Мери Маунта (1837)
- Велики карбунел (1837)
- Експеримент др Хајдегера (1837)
- Виртуосова колекција (мај 1842)
- Белег на рођењу (март 1843)
- Небеска железница (1843)
- Еготизам; или Босом-змија (1843)
- Земаљски холокауст (1844.)
- Рапаћинијева кћи (1844)
- П.-ијево дописништво (1845)
- Уметник лепог (1846)
- Обожавање ватре (1846)
- Итан Бренд (1850)
- Велико камено лице (1850)
- Перо на врху (1852.)

#### Остала дела
- Двадесет дана с Јулианом & малом Бани (написано 1851, објављено 1904)
- Наш стари дом (1863)
- Одломци из француских и италијанских свезака (1871)